# Flughafen Tokmok

i8
i11
i13
Der Flughafen Tokmok (ICAO-Code: UAFF, RU-LID: ТКМ) ist der Flughafen der Stadt Tokmok im Rajon Tschüi in Kirgisistan. 

## Geschichte
Der Flughafen wurde in den 1950er Jahren als Ausweichpiste für den Flughafen Manas erbaut.
Die heutige Landebahn stammt aus den 1970er Jahren.